# 有元葉子
有元 葉子（ありもと ようこ、1942年 - ）は、料理研究家。千葉県出身。

## 人物・来歴
ヴァンヂャケット（VAN）の創業者・石津謙介の下で企画部員として働いた後、婦人画報社（現在のハースト婦人画報社）で『MEN'S CLUB』（講談社）の編集業務を担当した。『Mc Sister』（ハースト婦人画報社）立ち上げにvol.5まで携わる。結婚出産を機に専業主婦となったが、20年後に女性誌編集者として仕事を再開した。たまたま受けた雑誌取材がきっかけで料理の仕事を始めた。
東京・玉川田園調布で料理教室「cooking class」を主宰する。新潟県燕市のメーカーと共同開発したキッチン道具『ラバーゼ（la base）』のディレクション、田園調布のセレクトショップ『shop281』を立ち上げたりするなど、活動する。
三姉妹の母で、長女は建築家の八木このみ。次女は料理研究家・デザイナーの有元くるみ。趣味は旅行、読書、ピアノ。

## 著書
- 『はじめての家庭料理詳細』（グラフ社、1991/12）
- 『働く女性のおかずマニュアル』（講談社、1992/10）
- 『お好み焼き百珍』（グラフ社、1992/7）
- 『お菓子焼いて。』（日本ヴォーグ社、1993/11）ISBN 9784529024099
- 『シンプルがおいしい』（文化出版局、1993/10）ISBN 9784579204533
- 『野菜が主役のヘルシーおかず』（講談社、1993/10）ISBN 9784062062756
- 『うれしい日のごちそう』（婦人生活社、1993/4）ISBN 9784574200226
- 『毎日のごはんとおやつ』（婦人生活社、1993/4）ISBN 9784574200219
- 『ヘルシークッキング』（家の光協会、1993/3）ISBN 9784259537319
- 『からだにおいしい野菜のおかず120』（雄鶏社、1993/1）
- 『イースト発酵なしのお手軽パン パート2』（グラフ社、1994/11）ISBN 9784766203417
- 『お気に入りの米料理』（文化出版局、1994/10）ISBN 9784579204816
- 『イースト発酵なしのお手軽パン』（グラフ社、1994/2）
- 『娘に贈るわたしのレシピ おいしくって簡単、うちのとっておきのおかず121』（主婦と生活社、1995/12）ISBN 9784391604436
- 『有元葉子の新しい常備菜』（グラフ社、1995/10）ISBN 9784766202823
- 『圧力鍋の本』（グラフ社、1995/6）ISBN 9784766203028
- 『有元葉子の元気な食卓』（学研プラス、1995/5）ISBN 9784056009545
- 『野菜料理がいっぱい』（NHK出版、1995/4）ISBN 9784141875185
- 『おすしづくり一年生』（家の光協会、1995/3）
- 『有元葉子のヘルシーおかず』（主婦の友社、1996/11）ISBN 9784072207826
- 『有元葉子 私のデザート』（主婦と生活社、1996/10）ISBN 9784391119428
- 『わたしのベトナム料理』（柴田書店、1996/7）ISBN 9784388057801
- 『有元葉子 料理と器のおいしい出会い』（集英社、1996/4）
- 『有元葉子の居酒屋レシピ』（グラフ社、1997/12）ISBN 9784766204582
- 『うちのシンプルおやつ 思いたったらすぐに作れる』（婦人生活社、1997/12）ISBN 9784574801331
- 『うちの食卓ふだんの暮らし』（集英社、1997/10）ISBN 9784081050321
- 『2品で献立。さぁ、ごはん!』（学習研究社、1997/10）ISBN 9784054009028
- 『スパイスの知識と料理 SPICE』（グラフ社、1997/10）ISBN 9784766204452
- 『料理、ときどき旅。おみやげはレシピ。』（講談社、1997/9）ISBN 9784062078290
- 『わたしの日常茶飯事』（筑摩書房、1997/6）のち文庫
- 『朝はラクラクおべんとう塾』（グラフ社、1997/3）
- 『シンプルにおもてなし』（文化出版局、1998/10）ISBN 9784579206353
- 『ようこそ!イタリアの家へ』（集英社、1998/9）ISBN 9784081050406
- 『有元葉子さんの目にもおいしい簡単レシピ』（扶桑社、1998/7）ISBN 9784594601553
- 『早いが一番!10分間のおかず』（グラフ社、1998/7）ISBN 9784766204872
- 『娘に贈るわたしのレシピ』（主婦と生活社、1998/4）
- 『私の台所から生まれた母の味140品』（グラフ社、1999/12）ISBN 9784766205534
- 『イースト発酵なしのお手軽パン139品』（グラフ社、1999/11）ISBN 9784766205503
- 『イタリア田舎暮らし』（筑摩書房、1999/11）のち文庫
- 『「シンプル・シック」暮らしのレシピ』（三笠書房、1999/8）ISBN 9784837917984
- 『時間をかけない本格ごはん、ひとりぶん』（メディアファクトリー、1999/5）ISBN 9784889916836
- 『もっと朝がラクになるおべんとう作りのコツ』（グラフ社、1999/4）ISBN 9784766203486
- 『朝がラクになるおべんとう作り』（グラフ社、1999/4）ISBN 9784766202854
- 『ぜんぶ、おいしい。』（日本放送出版協会、1999/3）ISBN 9784141877592
- 『有元葉子の和食』（幻冬舎、1999/2）
- 『有元葉子のスーパー・シンプル・スパゲッティ』（アシェット婦人画報社、2000/10）ISBN 9784573910805
- 『有元葉子のパンが大好き』（SSコミュニケーションズ、2000/6）ISBN 9784827540673
- 『食事をしめくくる１品手作りデザート』（グラフ社、2000/4）ISBN 9784766205671
- 『おいしさと健康ハーブ&スパイス料理とお菓子』（グラフ社、2000/3）ISBN 9784766205640
- 『ワイン好きの食卓』（扶桑社、2000/3）ISBN 9784594602161
- 『定番おかずで2品の献立』（学研、2000/2）ISBN 9784056021462
- 『パパッと作れるラクラク晩ご飯178品』（グラフ社、2000/2）ISBN 9784766205626
- 『有元葉子の料理の基本』（幻冬舎、2000/1）ISBN 9784877283599
- 『簡素で味わい深い酒の肴172品』（グラフ社、2000/1）ISBN 9784766205565
- 『イタリア田舎生活の愉しみ』（海竜社、2001/7）ISBN 9784759306736
- 『有元葉子のおすすめレシピ―フードプロセッサーで簡単』（SSコミュニケーションズ、2001/6）ISBN 9784827540932
- 『もっとシンプルに本格ごはん、ひとりぶん』（メディアファクトリー、2001/5）ISBN 9784840102773
- 『手作りたれ工房』（グラフ社、2001/5）ISBN 9784766206258
- 『有元葉子のいちばん好きなごはん』（幻冬舎、2001/3）ISBN 9784344000674
- 『ひとりの暮らし 小さな贅沢』（筑摩書房、2001/3）ISBN 9784480877307
- 『お気に入りのアジアめん』（文化出版局、2001/1）
- 『有元葉子の料理教室』（講談社、2002/11）ISBN 9784061793774
- 『うちのごはんは野菜がいっぱい』（芝パーク出版、2002/11）ISBN 9784860080228
- 『有元葉子のシンプル・ライフ24時間』（三笠書房・知的生きかた文庫、2002/7）ISBN 9784837972617
- 『家族のごはん作り 1』（メディアファクトリー、2002/6）ISBN 9784840105774
- 『家族のごはん作り 2』（メディアファクトリー、2002/6）ISBN 9784840105781
- 『気持ちのよい暮らし』（筑摩書房、2002/6）
- 『有元葉子のパンとおやつ―フードプロセッサーで簡単』（SSコミュニケーションズ、2003/9）ISBN 9784827541335
- 『有元葉子の野菜教室』（講談社、2003/11）ISBN 9784061794061
- 『有元家のおせち25品』（メディアファクトリー、2003/10）ISBN 9784840108843
- 『有元葉子の旅というレッスン』（筑摩書房、2003/10）ISBN 9784480877529
- 『定番おかずで2品の献立 定番+もう1品』（学研、2003/7）ISBN 9784054021570
- 『有元葉子の道具選び』（幻冬舎、2003/2）ISBN 9784344002982
- 『干し野菜のすすめ』（文化出版局、2003/1）ISBN 9784579208449
- 『有元葉子のごはん上手』（海竜社、2003/1）のち新潮文庫
- 『有元葉子の魚料理』（集英社、2004/9）ISBN 9784083330322
- 『暮らしを変えたい! ―衣食住50のヒント―』（集英社be文庫、2004/6）ISBN 9784086500692
- 『玄米―私の楽しみ方』（文化出版局、2004/1）
- 『有元葉子のおいしい生活空間』（集英社、2005/9）ISBN 9784081070077
- 『乾物料理』（昭文社、2005/9）ISBN 9784398212108
- 『有元葉子のbeans cooking 豆』（昭文社、2005/5）ISBN 9784398212085
- 『有元葉子の無水鍋料理』（文化出版局、2005/1）
- 『有元葉子ストックレシピ』（ヴィレッジブックス、2006/12）ISBN 9784789730211
- 『四季をおいしく食べる 和のおかず』（昭文社、2006/11）ISBN 9784398212139
- 『有元葉子のごはん上手』（新潮社、2006/11）ISBN 9784101301716
- 『イタリア日和 私のイタリアン 四季が育む日々の味』（女子栄養大学出版部、2006/10）ISBN 9784789548199
- 『私のフライパン料理』（文化出版局、2006/8）ISBN 9784579209842
- 『Olive Bar 有元葉子のオリーヴオイルレシピ』（ヴィレッジブックス、2006/6）
- 『料理好きの器えらび』（集英社、2007/10）ISBN 9784083330797
- 『からだに美味しいごはん 有元葉子私のアンチエイジング』（昭文社、2007/10）ISBN 9784398212146
- 『だしとスープがあれば』（文化出版局、2007/9）
- 『ソース・たれ・ドレッシング』（ヴィレッジブックス、2007/9）ISBN 9784863325760
- 『わたしのキッチン・スタイル―いつもきれい 収納&整理・掃除のコツ』（大和書房、2007/4）ISBN 9784479781592
- 『うちのおかず12か月』（家の光協会、2007/2）ISBN 9784259561765
- 『だれも教えなかった料理のコツ』（筑摩書房、2007/1）
- 『有元葉子のマリネがあれば―仕込んでおいて、すぐごはん』（文化出版局、2008/11）ISBN 9784579210558
- 『キッチンツールを使ってつくる はじめてのふたりごはん』（大和書房、2008/10）ISBN 9784479920090
- 『有元葉子のcooking class』（ソニーマガジンズ、2008/10）ISBN 9784789733564
- 『有元葉子 私の好きな時間 ―料理、旅、日々の暮らし―』（集英社、2008/6）
- 『メープルクッキング』（ソニーマガジンズ、2009/10）ISBN 9784789733830
- 『ふだんのおかず12か月』（家の光協会、2009/3）ISBN 9784259562526
- 『1回作れば3度おいしい作りおきレシピ』（筑摩書房、2009/2）
- 『有元家のおせち作りおせち25品』（KADOKAWA/メディアファクトリー、2010/11）ISBN 9784040670546
- 『有元葉子のシンプル和食』（講談社インターナショナル、2010/9）ISBN 9784770041333
- 『ふだん着のパスタ』（講談社、2010/4）ISBN 9784062784436
- 『ふだん着のおかず』（講談社、2010/4）
- 『有元葉子　うちのおつけもの』（文化出版局、2011/11）ISBN 9784579211449
- 『料理は食材探しから』（東京書籍、2011/10）ISBN 9784487805556
- 『有元葉子・このみ・くるみ・めぐみ 母から娘へ伝える暮らしの流儀』（講談社、2011/10）ISBN 9784062173360
- 『決定版253レシピ ようこそ、私のキッチンへ』（集英社、2011/3）ISBN 9784083331206
- 『有元葉子の料理教室 予約がとれないクッキングクラス』（ポプラ社、2011/2）ISBN 9784591122662
- 『ちゃんと食べてる?』（筑摩書房、2012/11）のち文庫・副題「おいしさへの５１の知恵」
- 『有元葉子のひき肉料理』（ポプラ社、2012/10）ISBN 9784591131114
- 『決定版127レシピ おやつの時間にようこそ』（集英社、2012/6）ISBN 9784083331251
- 『有元葉子の「和」のお弁当』（東京書籍、2013/8）ISBN 9784487807857
- 『使いきる。 有元葉子の整理術 衣・食・住・からだ・頭』（講談社、2013/1）ISBN 9784062181464
- 『オリーブオイルと玄米のおいしい暮らし』（だいわ文庫、2013/1）ISBN 9784479304166
- 『家族と。友人と。 みんなで集まる日のごはん』（集英社、2014/11）ISBN 9784083331374
- 『大切にしたいモノとコト』（集英社、2014/11）ISBN 9784083331398
- 『この野菜にこの料理: 大好きな素材を3倍おいしく』（筑摩書房、2014/9）「大好きな野菜大好きな料理 」ちくま文庫
- 『有元葉子の揚げもの: 家で作ってこそ、まっとうでおいしい』（東京書籍、2014/7）ISBN 9784487808700
- 『有元葉子の365日の献立 材料別おかず事典』（家の光協会、2014/3）ISBN 9784259564353
- 『有元葉子の予約がとれない料理教室 vol.1』（宝島社、2014/3）ISBN 9784800224040
- 『有元葉子のご飯料理』（家の光協会、2015/12）ISBN 9784259564902
- 『無水鍋で料理する』（文化出版局、2015/11）ISBN 9784579212538
- 『「使いきる。」レシピ 有元葉子の”しまつ”な台所術』（講談社、2015/2）ISBN 9784062996297
- 『有元葉子 晩酌』（東京書籍、2015/2）ISBN 9784487808717
- 『毎日すること。ときどきすること。』（講談社、2016/2）ISBN 9784062199407
- 『ためない暮らし』（だいわ文庫、2016/2）ISBN 9784479305781
- 『有元葉子とクロワッサンの ひと工夫で格段においしくなる シンプル家庭料理』（マガジンハウス、2016/1）ISBN 9784838728305
- 『レシピを見ないで作れるようになりましょう。』（SBクリエイティブ、2017/12）ISBN 9784797393941
- 『のり、わかめ、ひじき、昆布、もずく』（家の光協会、2017/11）ISBN 9784259565596
- 『有元葉子の料理教室 春夏秋冬レシピ』（KADOKAWA、2017/11）ISBN 9784046021526
- 『バランスごはん』（東京書籍、2017/6）ISBN 9784487809738
- 『有元葉子 私の住まい考:家と暮らしのこと』（平凡社、2017/3）ISBN 9784582544572
- 『有元葉子の「バーミキュラ」を囲む食卓』（文化出版局、2017/1）ISBN 9784579212880
- 『ごはんのきほん レシピを見ないで作れるようになりましょう。』（SBクリエイティブ、2018/9）ISBN 9784797397338
- 『ひとりごはんの愉しみと工夫』（東京書籍、2018/7）ISBN 9784487811168
- 『はじめが肝心 有元葉子の「下ごしらえ」』（文化出版局、2018/6）ISBN 9784579213061
- 『有元葉子の台所術』（筑摩書房、2018/1）ISBN 9784480878939
- 『有元葉子 この2皿さえあれば。』（集英社、2019/10）ISBN 9784087808834
- 『有元葉子の料理教室3 秋冬レシピ』（KADOKAWA、2019/9）ISBN 9784046045065
- 『ぬか漬け帖』（筑摩書房、2019/5）ISBN 9784480879066
- 『ふだんの洋食 レシピを見ないで作れるようになりましょう。』（SBクリエイティブ、2019/4）ISBN 9784797399059
- 『有元葉子の料理教室2 春夏レシピ』（KADOKAWA、2019/2）ISBN 9784046041654
- 『光るサラダ サラダ上手になるための26のヒント』文化学園文化出版局, 2020.3
- 『今さら聞けない料理のこつ レシピ以前に知っておきたい』大和書房, 2020.5
- 『この2皿さえあれば。 私が食べたい季節の味』集英社, 2020.5
- 『しょうがの料理』東京書籍, 2020.9

## テレビ出演
- 『きょうの料理』（NHK）
- 『キユーピー3分クッキング』（日本テレビ）
  - 1996年12月25日・26日27日・28日・30日・31日（《番組特集》「おせち料理」講師）[7]
- 『郁恵・井森のお料理BAN!BAN!』→『郁恵・井森のデリ×デリキッチン!』（フジテレビ）

など